# Anny Ondra
Anny Ondra (Tarnów, Galitzia, Imperio austrohúngaro, territorio de la actual Polonia, 15 de mayo de 1903 - Hollenstedt, Alemania, 28 de febrero de 1987), pseudónimo de Anna Sophie Ondráková actriz cinematográfica nacida en el Imperio Austro-Húngaro, en una ciudad que actualmente es parte de Polonia.

## Biografía
Como hija de un funcionario de la corte austrohúngara, pasó su infancia en Praga. Trabajó en comedias checas, austriacas y alemanas en la década de 1920, y también actuó en algunos dramas británicos, principalmente los filmes de Alfred Hitchcock The Manxman y Blackmail (ambos de 1929). Sin embargo, cuando Blackmail fue reeditado con sonido, no se consideró aceptable el fuerte acento de Ondra, por lo que su diálogo fue grabado por la actriz Joan Barry. Ondra hizo unas cuarenta películas sonoras antes de retirarse a finales de los años treinta.
El 6 de julio de 1933 se casó con el boxeador Max Schmeling, con quien actuó en el film Knock-out (1935). El matrimonio duró hasta el fallecimiento de ella en Hollenstedt, Alemania. Ondra fue enterrada en el cementerio Saint Andreas Friedhof en Hollenstedt.